# Baades fönster

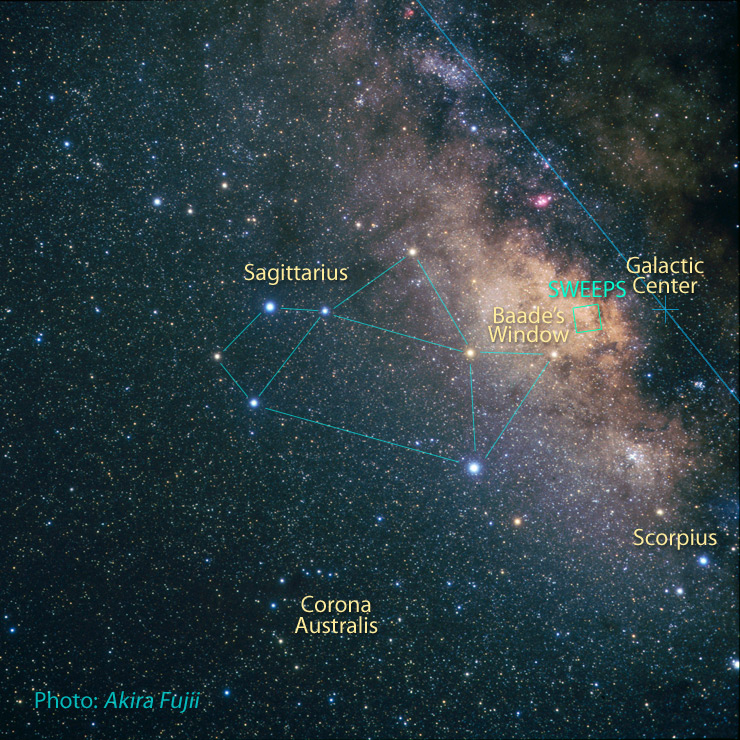
Baades fönster i Vintergatan

Baades fönster (eng. Baade's window) är ett område med tämligen liten mängd interstellär materia längs vår synvinkel och kallas ett "fönster" eftersom man kan se långt in i Vintergatans centrum (i verkligheten något "söder" om centrum, i den centrala bulan och bortom denna. Eftersom man kan se så långt in mot centrum är området också bland de stjärntätaste man känner till. Fönstret är beläget kring den klotformiga stjärnhopen NGC 6522 i stjärnbilden Skytten. Namnet är uppkallat efter den tysk-amerikanske astronomen Walter Baade som först insåg dess betydelse.
Baades fönster används för att undersöka avlägsna stjärnor och för att avgöra den interna geometrin hos Vintergatan.
2006 genomförde SWEEPS (Sagittarius Window Eclipsing Extrasolar Planet Search) en astronomisk kartläggning över området, som innefattade 180 000 stjärnor. Kartläggningen genomfördes med transitmetoden för att söka efter exoplaneter och pågick i sju dygn.